# Екстремальне управління проєктами
Екстремальне управління проєктами (англ. Extreme project management, XPM) - Метод управління дуже складними або невизначеними проєктами. Від традиційних методів управління проєктами XPM відрізняється відкритим, гнучким і недетерміністським підходом. Основна увага приділяється людському фактору в управлінні проєктами, а не слідування заплутаним технікам і строгому формалізму. XPM є узагальненням методик екстремального програмування.
Основні розробники та ідеологи методу:
- Даг ДеКарло (англ. Doug DeCarlo)
- Роб Томсетт (англ. Rob Thomsett)